# Mosla dianthera
Mosla dianthera là một loài thực vật có hoa trong họ Hoa môi. Loài này được (Buch.-Ham. ex Roxb.) Maxim. mô tả khoa học đầu tiên năm 1865.